# Dong Thap FC
El Đồng Tháp es un equipo de fútbol de Vietnam que milita en la V-League, la liga de fútbol más importante del país.
Fue fundado en la ciudad de Cao Lanh, en la provincia de Dong Thap, siendo un equipo que ha sido campeón de Liga en 2 ocasiones, los únicos títulos que ha ganado en su historia.
A nivel internacional ha participado en 3 torneos continentales, donde su mejor participación ha sido en la Copa de Clubes de Asia del año 1998, donde fue eliminado en la Segunda ronda por el Finance and Revenue FC de Birmania.

## Palmarés
- V-League: 2

1989, 1996
- Primera División de Vietnam: 1

2006, 2014
- - Subcampeón: 1

2002

## Participación en competiciones de la AFC
- Copa de Clubes de Asia: 1 aparición

1998 - Segunda ronda
- Liga de Campeones de la AFC: 2 apariciones

2006 - Primera ronda
2007 - Primera ronda

## Jugadores destacados
| - Châu Phong Hòa - Đinh Hoàng Max - Đoàn Việt Cường - Huỳnh Quốc Cường - Ngô Công Nhậm - Phan Thanh Bình | - Trần Công Minh - Trịnh Tấn Thành - Timothy Anjembe - Aniekan Okon Ekpe - Samson Kayode |

## Entrenadores
- Đoàn Minh Xương (1996)
- Trần Công Minh (2003-05)
- Lại Hồng Vân (2006-Junio 2007)
- Đoàn Minh Xương (Junio 2007-Setiembre 07)
- Phạm Anh Tuấn (Octubre 2007-Enero 08)
- Phạm Công Lộc (Noviembre 2008-Febrero 11)
- Trang Văn Thành (Enero 2011-Abril 12)
- Trần Công Minh (Abril 2012-)